# IHeartRadio Music Award al miglior nuovo artista k-pop

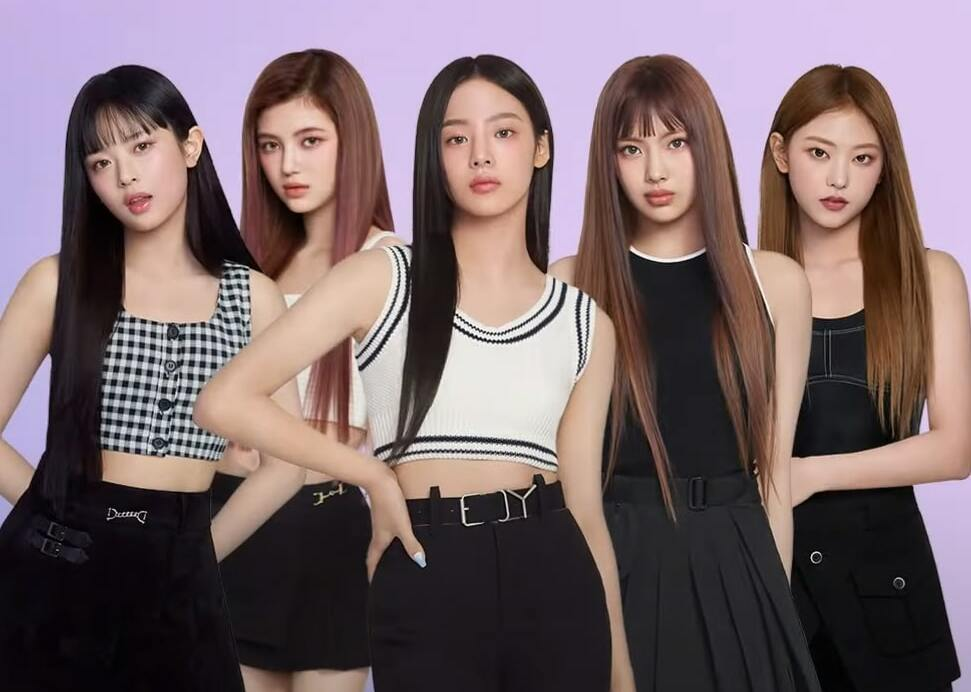
La girl group sudcoreana NewJeans è stata la prima ricevente del premio Miglior nuovo artista k-pop.

L'iHeartRadio Music Award al miglior nuovo artista k-pop (iHeartRadio Music Award for Best New K-Pop Artist) è un premio assegnato annualmente a partire dal 2024 nell'ambito degli iHeartRadio Music Awards, dedicato alle artiste e agli artisti emergenti di musica k-pop. Il premio è stato assegnato per la prima volta alla girl group sudcoreano NewJeans in occasione della XI edizione della cerimonia.
In origine, nel periodo compreso tra il 2014 e il 2017, veniva assegnato il premio generale senza distinzione di genere, intitolato semplicemente Miglior nuovo artista (iHeartRadio Music Award for Best New Artist). Dall'edizione del 2017 in poi sono stati istituiti nuovi premi basati sull'appartenenza dei generi musicali degli artisti. La categoria generale Miglior nuovo artista è stata assegnata per l'ultima volta nel 2017, unica edizione in cui sono state presenti sia la categoria generale dei nuovi artisti sia le categorie suddivise in generi musicali, vinta dai The Chainsmokers.
Nel 2024, per la prima volta nella storia degli iHeartRadio Music Awards, sono state inserire delle categorie per premiare la musica pop e k-pop, aggiungendo i premi Artista k-pop dell'anno, Canzone k-pop dell'anno e Miglior nuovo artista k-pop.

## Vincitori e candidati
I vincitori sono posizionati al primo posto e evidenziati in grassetto.
- 2024[7]
  - NewJeans
  - BoyNextDoor
  - Riize
  - Xikers
  - Zerobaseone
- 2025[8][9]
  - Illit
  - BabyMonster
  - Badvillain
  - NCT Wish
  - TWS